# Tasiocera tonnoirana
Tasiocera tonnoirana là một loài ruồi trong họ Limoniidae. Chúng phân bố ở miền Australasia.